# Glaubensphilosophie
Die Glaubensphilosophie ist eine theologische Richtung, die die rationale Unvermittelbarkeit der in der Offenbarung gegebenen Glaubensinhalte postuliert.
Vertreten wurde diese Richtung zunächst im katholischen Augustinismus und in dessen Nachfolge von Blaise Pascal, dann von dem den Freimaurern nahestehenden Friedrich Heinrich Jacobi (vgl. Friedrich Wilhelm Joseph Schellings Schrift von den göttlichen Dingen etc des Herrn F. H. Jacobi, 1812), dem Traditionalismus in Frankreich, der in extremer Form in den Fideismus mündete, und schließlich in der protestantischen Dialektischen Theologie – scharf, aber auch differenziert formuliert, auch noch bei dem späten Karl Barth.